# Lister Sinclair
Lister Sinclair (9 de enero de 1921-16 de octubre de 2006) fue un locutor, dramaturgo y erudito canadiense.

## Biografía
Su nombre completo era Lister Sheddon Sinclair, y nació en Bombay, India, en el seno de una familia de origen escocés, siendo su padre William Sheddon Sinclair, un ingeniero químico. Sinclair fue mandado a los 18 meses de edad a Londres, Inglaterra, a vivir con su tía, no volviendo a ver a sus padres hasta los siete años de edad.
Aprendió a leer por sí solo a los cinco años, y empezó su educación formal en la escuela Colet Court. Tuvo una gran facilidad para las matemáticas, y ganó una beca en la St Paul's School de Londres. En 1939, pensando que no habría guerra, visitó Norteamérica con su madre para ir a la Exposición General de segunda categoría de Nueva York de 1939. Se encontraba visitando Niagara Falls, Ontario, cuando se desencadenó la Segunda Guerra Mundial. A causa de una lesión en la espalda producida cuando era un adolescente, Sinclair caminaba con una cojera y utilizó un bastón hasta bien cumplida la veintena de edad, motivo por el cual no era apto para el servicio militar. Su madre y él se encontraron en América sin posibilidad de viajar, por lo que decidieron asentarse en Vancouver, donde ella tenía amistades. Sinclair ingresó en la Universidad de Columbia Británica, donde obtuvo el título de Bachelor of Arts en matemáticas y física, y donde empezó una larga amistad con un compañero de clase, Pierre Berton. En 1942 se mudó a Toronto para estudiar un título de Master of Arts en la Universidad de Toronto, ganándose la vida dando clases de matemáticas a los estudiantes.
Necesitado de otros ingresos económicos, Sinclair encontró empleo como actor en la Canadian Broadcasting Corporation, interpretando a un alemán en la emisión proaliada de 1942 Nazi Eyes on Canada, la cual protagonizaba Helen Hayes. Posteriormente fue elegido para trabajar en la serie Fighting Navy, en la cual encarnaba al capitán de un U-boot alemán, además de trabajar en otras emisiones radiofónicas.
Sinclair empezó a escribir obras radiofónicas en 1944, llegando a trabajar en más de 400 piezas, muchas de ellas incluidas en la serie Stage.
En 1945 Sinclair escribió un discurso radiofónico que el líder del Nuevo Partido Democrático de Ontario Ted Jolliffe leyó en la campaña de las elecciones generales de 1945. El discurso acusaba al Primer ministro de Ontario George A. Drew de dirigir una unidad política policial similar a la gestapo en la Policía Provincial de Ontario. Drew rechazó las acusaciones, pero éstas se demostraron ciertas en la década de 1970 al ser descubiertos diferentes documentos por un investigador.
Su obra radiofónica Hilda Morgan, emitida el 12 de febrero de 1950, levantó un alboroto en la Cámara de los Comunes de Canadá pues trataba sobre una soltera embarazada que consideraba la posibilidad de abortar tras fallecer su novio en un accidente (aunque el aborto no llegó a utilizarse). El crítico Nathan Cohen dijo de Sinclair que era "probablemente el más destacado de los dramaturgos canadienses de la posguerra ".
En 1955 empezó a trabajar en el nuevo servicio de CBC Television, actuando en programas como Front Page Challenge y Assignment, así como en el show de comedia Wayne and Shuster.
Además, en 1964 Sinclair grabó y editó un álbum para Smithsonian Folkways Recordings titulado Documentary History of Broadcasting: 1920-1950: Radio Before Television.
Tras sus actuaciones en filmes de propaganda en tiempo de guerra, Sinclair trabajaría para CBC en las siguientes seis décadas con diferentes ocupaciones. Además de dramaturgo, fue locutor radiofónico y televisivo, guionista, actor, panelista, productor, conferenciante, comentarista y, durante un breve tiempo en los años 1970, ejecutivo de la cadena. Como panelista participó en el show Court of Opinion durante veinticuatro años. Presentó Man at the Centre y fue un invitado en la segunda temporada de The Nature of Things, así como frecuente colaborador de Morningside, programa que entonces presentaba Don Harron. Sin embargo, fue más conocido por presentar el programa de CBC Radio Ideas a partir del año 1983. Sinclair dejó ese show en 1999 tras presentar más de 2,000 episodios, incluyendo varios cientos producidos y escritos por él mismo, aunque continuó contribuyendo al mismo hasta poco antes de fallecer.
En 1972, el presidente de CBC Laurent Picard nombró a Sinclair vicepresidente ejecutivo de los servicios de la CBC en lengua inglesa, como parte de un plan para llevar a la administración de la empresa a personas creativas. El experimento no tuvo éxito y fue frustrante tanto para Sinclair como para CBC en Ottawa. Fue degradado a una posición de menor rango como vicepresidente de la política de programación y desarrollo en 1974, volviendo a Toronto a su anterior papel como productor y guionista en el año 1976.
Sinclair fue presidente de la Canadian Conference of the Arts desde 1980 a 1983. También ayudó a constituir la Alliance of Canadian Cinema, Television and Radio Artists (ACTRA). Por su actividad artística, fue nombrado Oficial de la Orden de Canadá en 1985. Al siguiente año colaboró con su amigo Pierre Berton para crear Heritage Theatre, una serie dramática en 26 episodios, en la que se adaptaban historias de Canadá de los libros de Berton, y que se emitió en CBC TV.
Lister Sinclair falleció en un hospital de Toronto, Canadá, el 16 de octubre de 2006, a los 85 años de edad, a causa de un tromboembolismo pulmonar.

## Filmografía

### Actor
- 1954 : Riches of the Earth (narrador)
- 1970 : Programme X (serie TV, narrador)
- 1981 : Norma (TV, voz)
- 1990 : The Phoenix (voz)

### Guionista
- 1951 : The Man in the Peace Tower
- 1952 : Opera School
- 1953 : Point Pelee: Nature Sanctuary
- 1954 : A Thousand Million Years